# Altwarp
Altwarp là một đô thị tọa lạc ở bang Mecklenburg-Vorpommern, Đức, ở biên giới với Ba Lan. Đô thị này có diện tích 32,51 km2, dân số cuối năm 2006 là 578 người. Đô thị này nằm bên vịnh Neuwarp (tiếng Đức: Neuwarper See) đối diện với thị xã của Ba Lan Nowe Warpno.